# Sven Hörstadius
Sven Otto Hörstadius (Estocolmo, 18 de febrero de 1898 - 1996) fue un embriólogo sueco.

## Obra
Sven Hörstadius es célebre por haber definido por vez primera lo que hoy se conoce como gradientes morfogenéticos.
El experimento consistió en dividir meridionalmente y por la mitad embriones de erizos de 8 células, obteniendo dos pequeñas larvas. A continuación hizo lo mismo pero ecuatorialmente, separando los polos animal y vegetal, lo que dio como resultado dos larvas deformes.
El siguiente experimento lo realizó con embriones de 64 células, momento en el que el embrión se halla dividido en tres partes cada una de las cuales dará lugar a determinados órganos. Hörstadius separó estas tres partes y las volvió a unir en combinaciones diferentes, algunas de las cuales dieron lugar a morfologías normales y otras a malformaciones. Aparentemente, esto no dependía de las partes que eran combinadas, sino de un par de gradientes opuestos (uno vegetal y otro animal). El gradiente animal-vegetal se establece en la célula fecundada; más adelante, las células tienen su potencial de desarrollo restringido porque carecen de ambos gradientes.